# Pimpinella siifolia
Pimpinella siifolia, es una hierba de la familia de las apiáceas. Se encuentra en España y Francia. 

## Descripción
Es una planta perenne, que alcanza un tamaño  de 30-40 cm de altura, poco ramificada, erecta, con un largo y fino rizoma con abundantes raíces delgadas. Tallos fistulosos, estriados, a menudo con bandas longitudinales amarillentas, glabros –a veces con dentículos en la parte superior–. Hojas muy variables en tamaño y forma, glabras, frecuentemente discoloras (más obscuras por su haz); las basales 150-200 mm, con pecíolo envainador de 90-120 mm, 1 vez pinnatisectas, a veces 2 pinnatisectas, con (3)5-9(11) segmentos –los mayores 10-30 × 8-25) mm–, opuestos, de ovados a rómbicos o lanceolados, sentados o cortamente peciolulados, lobados y con margen finamente dentado –dientes mucronados, muy agudos–; hojas medias semejantes pero más pequeñas, con 5-9 segmentos más estrechos que los de las hojas basales; hojas superiores con pecíolo reducido a la vaina. Las inflorescencias en umbelas con 7-9 radios de 20- 30 mm, generalmente muy desiguales, acanalados, con una fila de dentículos a cada lado del canal. Brácteas 0-3, de 3-7 mm, caedizas. Umbélulas con 9-12 flores; radios c. 4 mm, desiguales, acanalados –con una fila de dentículos a cada lado del canal–. Bractéolas 1-4(6), de 2-3(5) mm, desiguales. Pétalos 0,5-1 mm, obovados, emarginados, blancos o rosados.  Frutos 5-6 × 2-3 mm, ovoideos, glabros; mericarpos con costillas estrechamente aladas, blanquecinas.

## Distribución y hábitat
Se encuentra en las grietas de rocas, pedregales sueltos, pastos de montaña, preferentemente en calizas; a una altitud de 1000- 2200 metros, en los Pirineos occidentales y Cordillera Cantábrica.

## Taxonomía
Pimpinella siifolia fue descrita por Louis François Jules Rodolphe Leresche y publicado en Journal of Botany, British and Foreign 17: 198, en el año 1879.
Citología
El número de cromosomas es de: 2n = 20.
Sinonimia
- Apium siifolium (Leresche) Calest.	[2]